# Л’Анс-о-Медоус
Л’Анс-о-Медоус (искаж. англ. L'Anse aux Meadows от фр. L'Anse-aux-Méduses, букв. «бухта медуз») — историко-археологический памятник на Большом Северном полуострове острова Ньюфаундленд (провинция Ньюфаундленд и Лабрадор, Канада), где, по данным раскопок, существовало первое в Северной Америке европейское поселение викингов начала XI века. Это было самое западное поселение викингов.
До того как поселение было открыто, норвежский исследователь Хельге Маркус Ингстад в течение многих лет пытался отыскать землю, которая в сагах значилась как «Винланд». Найти данное поселение Ингстад ожидал на большом расстоянии — от Гудзонова пролива на севере до залива Святого Лаврентия на юге, и даже ещё южнее — до нью-йоркского Лонг-Айленда. В конце концов в 1960 году исследователя ждал успех. Являются ли данные раскопки поселением, основанным Лейфом Эрикссоном приблизительно в 1003 году, до сих пор остаётся загадкой.

## Раскопки
Французские поселенцы, прибывшие на территорию будущего Квебека, с удивлением узнали от ирокезов о существовании загадочного Королевства Сагеней, где якобы жили люди с белой кожей и светлыми волосами, имевшие много золота и мехов. Попытки разыскать королевство оказались безуспешными; позднее в его честь был назван город Сагеней в Квебеке.
В 1960-х годах в небольшом рыбацком посёлке Л’Анс-о-Медоуз на острове Ньюфаундленд, которое в XVI—XVII веках заново обживали французы и сменившие их британцы, было обнаружено 8 землянок и кузница. Бронзовые застежки, железные заклёпки и другие предметы, найденные в ходе раскопок, отправились на выставку в Вашингтоне и Нью-Йорк под названием «Викинги: Северо-Атлантическая сага».
По предположениям учёных, викинги, основавшие поселение в Л’Анс-о-Медоуз, прибыли из соседней Гренландии, где Эрик Рыжий незадолго до этого, в 987 году, основал колонию норманнов. По оценкам, на Ньюфаундленде жили от 30 до 160 человек, которые уже через несколько лет покинули остров.

## Датировка поселения
Долгое время не была ясна точная дата функционирования поселения, но в 2021 году опубликована дендрохронологическая датировка — деревянные предметы, найденные в Л’Анс-о-Медоуз, были сделаны из деревьев, срубленных в 1021 году. Выяснить точную дату позволил изотопный след от солнечной бури 992 года, отразившийся на годичных кольцах деревьев. В каждом из трёх спилов этот сигнал находился на расстоянии 29 годичных колец от края. Это позволяет отнести основание поселения к началу XI века, а открытие Америки Бьярни, возможно, — к концу X века.